# Ryuhei Yamamoto
Ryuhei Yamamoto (山本 龍平 Yamamoto Ryuhei?), född 16 juli 2000 i Mie prefektur, är en japansk fotbollsspelare.
Yamamoto började sin karriär 2019 i Matsumoto Yamaga FC. September blev han utlånad till Montedio Yamagata. Han gick tillbaka till Matsumoto Yamaga FC 2020. 2021 blev han utlånad till AC Nagano Parceiro.